# Landhaus Hoflößnitzstraße 56 (Radebeul)
Das Landhaus in der Hoflößnitzstraße 56 liegt im Stadtteil Oberlößnitz der sächsischen Stadt Radebeul, im Denkmalschutzgebiet Historische Weinberglandschaft Radebeul. Die Ingebrauchnahmegenehmigung für das auf Antrag des Baumeisters Felix Sommer durch seine Bauunternehmung Adolf Neumann Nachf. „Bureau für Architektur und Bauausführung in Niederlößnitz“ errichtete Wohnhaus erging am 29. April 1912.

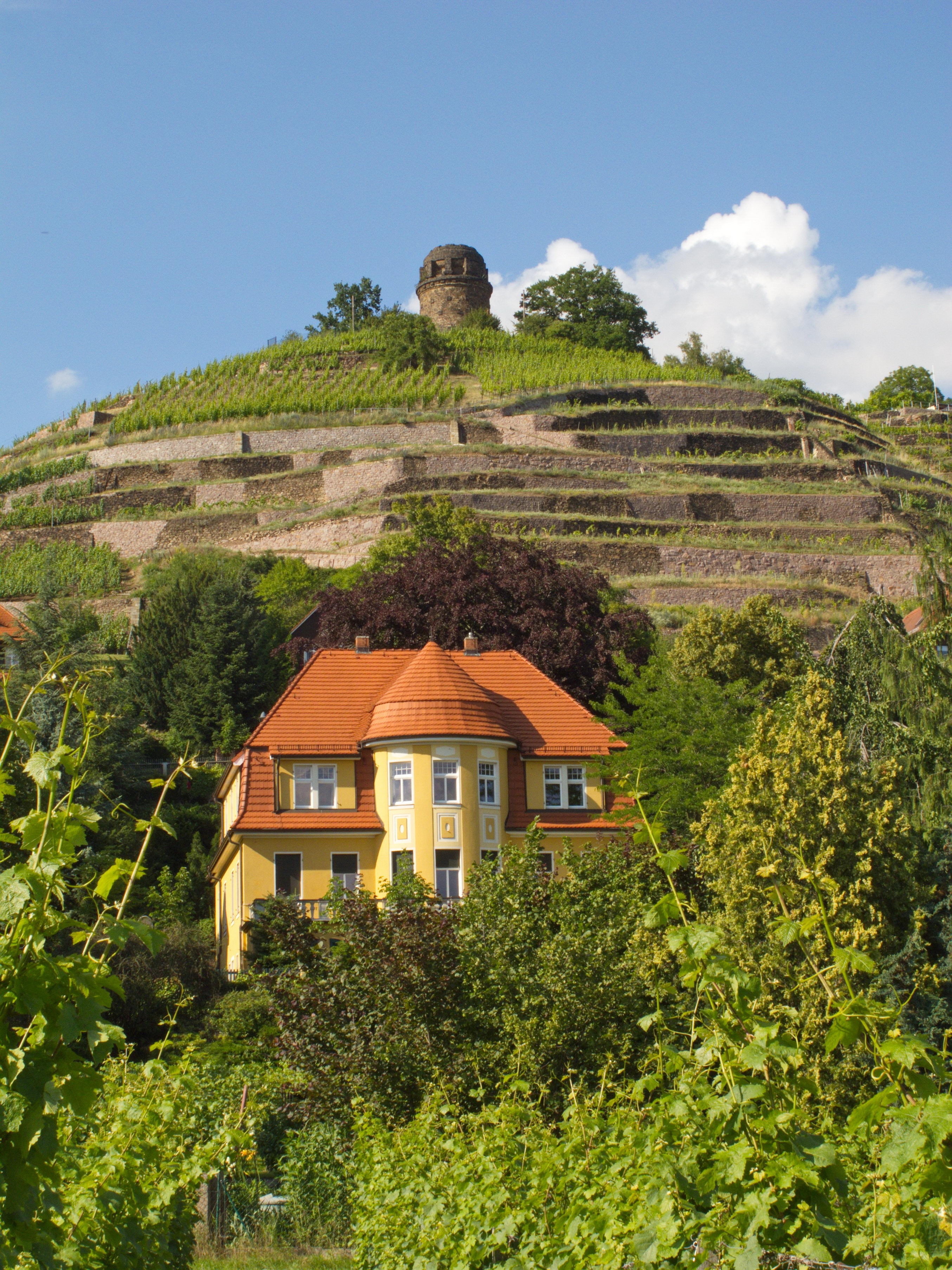
Hoflößnitzstraße 56. Dahinter zwischen Bäumen das Berghäus’l (Mitte) und das Landhaus Anna Weise (links), oben der Bismarckturm

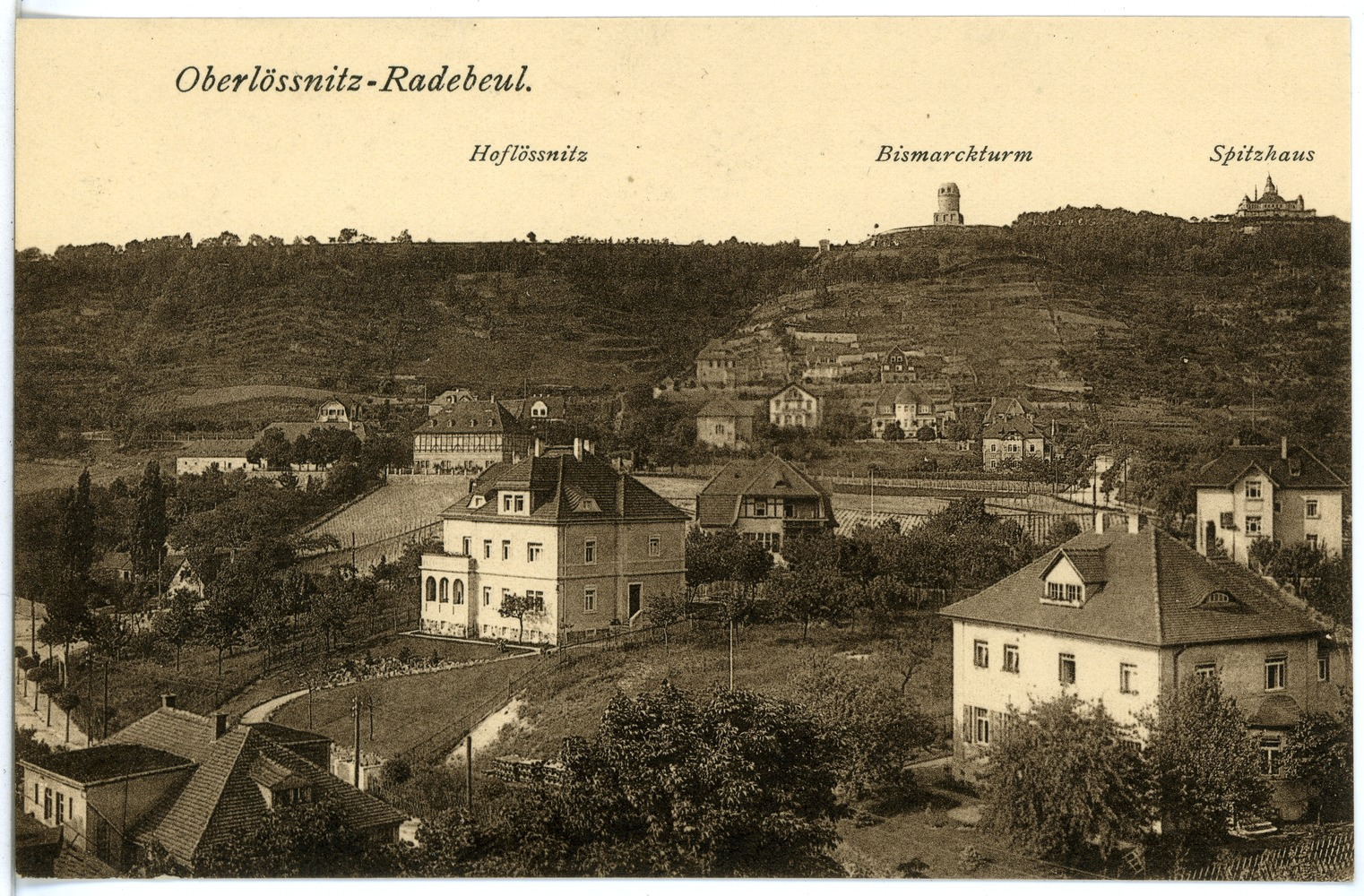
Hoflößnitzstraße 56 im Umfeld der Villenbebauung unterhalb des Bismarckturms (1914)

## Beschreibung
Die stattliche, mitsamt Einfriedung unter Denkmalschutz stehende Villa liegt wie die Nachbarhäuser in starker Hanglage oberhalb der Hoflößnitzstraße. Zur Talseite ist der Bau zweigeschossig, dazu hat er ein stark ausgebautes, ziegelgedecktes Mansardwalmdach. In der nach Süden zeigenden Schauseite zur Straße hin findet sich vor dem unteren Geschoss ein etwa gebäudebreiter Vorbau mit einer Terrasse obenauf, diese durch eine Balustrade geschützt. Darüber erhebt sich in der symmetrischen Fassade ein viertelrund ausgebildeter Mittelrisalit, der vor der unteren Mansarddachfläche als Fassade ausgebildet ist und vor der oberen Dachfläche durch eine geschweifte, abknickende Kegelhaube abgeschlossen wird.
Der Eingang befindet sich auf der rechten Gebäudeseite in einem Altan oberhalb einer Freitreppe.
Der ansonsten schlicht verputzte Bau weist am Risalit eine differenzierte Putzstruktur auf, die aus Lisenen sowie Putzfeldern mit Ornamentik besteht. Die ursprünglichen Klappläden der Obergeschosse sind inzwischen verschwunden.
Oben auf der hohen Bruchstein-Stützmauer zur Straße hin steht ein Holzzaun zwischen geputzten Pfeilern mit Abdeckplatten. In der Stützmauer selbst steht ein verputzter, korbbogiger Torbogen als Eingangspforte mit zweiflügeligem Holztor. Oben mittig sitzt ein Putzschlussstein mit der Hausnummer. Die Abdeckung übernimmt eine Verdachung, die in weiten Bereichen dem Korbbogen folgt, zum Rand hin jedoch abgeknickt und geschweift verläuft. Die Oberkante des Holztors verläuft konkav; sie bildet dadurch mit dem Korbbogen ein liegendes Oval. Während die Torflügel im unteren Spritzwasserbereich geschlossen sind, wird der darüberliegende, durchbrochene Teil durch senkrechte, gedrechselte Stäbe gestützt.